# Diamante (Italie)
Pour les articles homonymes, voir Diamante.
Diamante est une commune de la province de Cosenza en Calabre (Italie).

## Administration
| Période                                  | Période     | Identité        | Étiquette | Qualité                  |
| ---------------------------------------- | ----------- | --------------- | --------- | ------------------------ |
| 17 octobre 2006                          | 29 mai 2007 | Maria Vercillo  |           | Commissaire préfectorale |
| 29 mai 2007                              | En cours    | Ernesto Magorno |           |                          |
| Les données manquantes sont à compléter. |             |                 |           |                          |

### Hameaux
Cirella

### Communes limitrophes
Belvedere Marittimo, Buonvicino, Grisolia, Maierà

### Personnalités nées à Diamante_
- Nuccio Ordine